# Lillevann (metrostation)
Lillevann is een metrostation in de Noorse hoofdstad Oslo. Het station werd geopend op 16 mei 1916 en wordt bediend door lijn 1 van de metro van Oslo. Het werd ontworpen door Paul Due.